# Traktat w Westminster

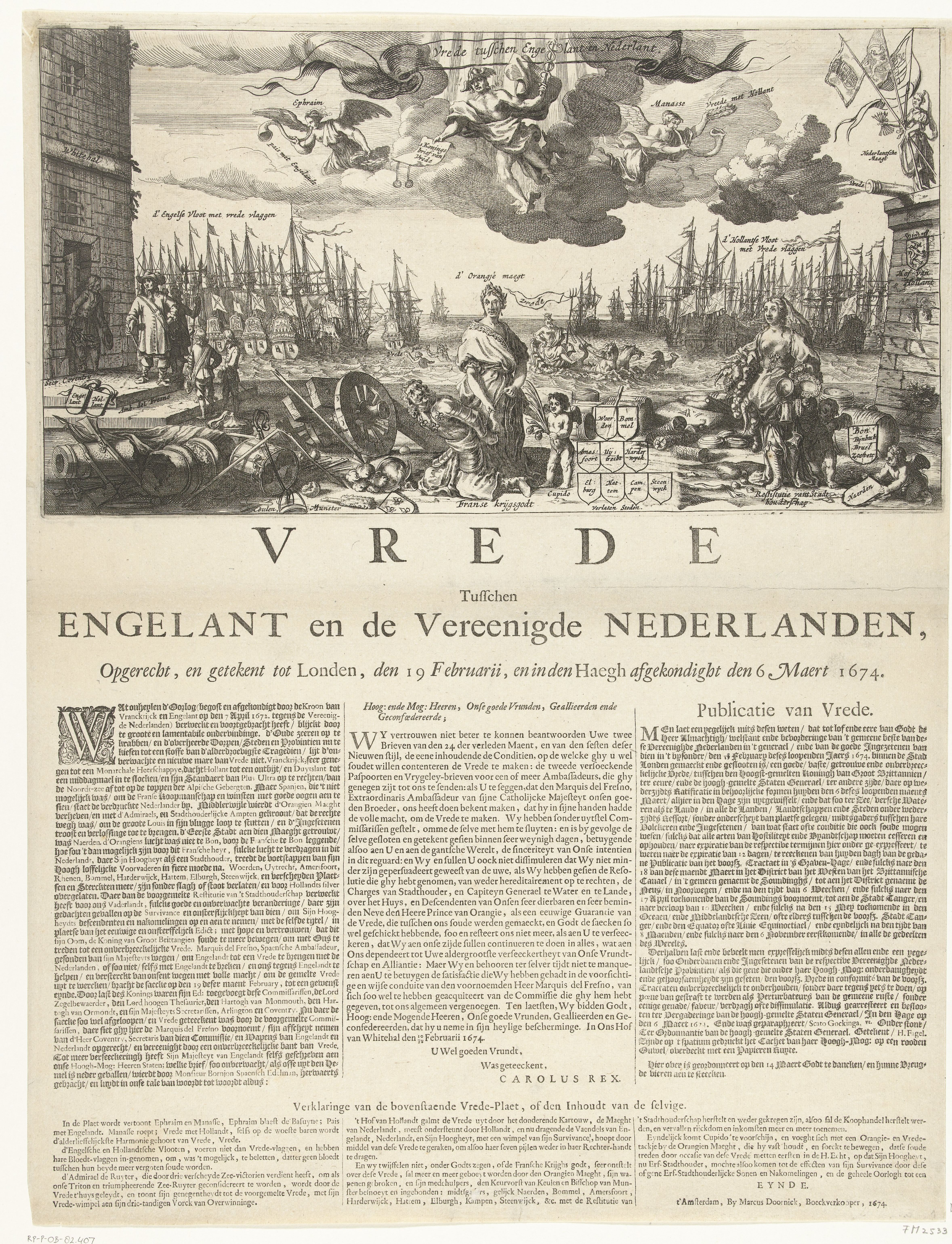
Traktat w Westminster

Traktat w Westminster – traktat pokojowy zawarty 19 lutego 1674 roku, kończący trzecią wojnę angielsko-holenderską. Zawarty pokój zalegalizował zdobycze z roku 1667, czyli Nowa Holandia została zwrócona Anglii (w listopadzie 1674 Holendrzy opuścili Nowy Amsterdam), a Surinam, zdobyty przez Holendrów w roku 1667, ostatecznie pozostał własnością Holandii.